# Krumau am Kamp
Krumau am Kamp osztrák mezőváros Alsó-Ausztria Kremsvidéki járásában. 2025 januárjában 722 lakosa volt. 

## Elhelyezkedése

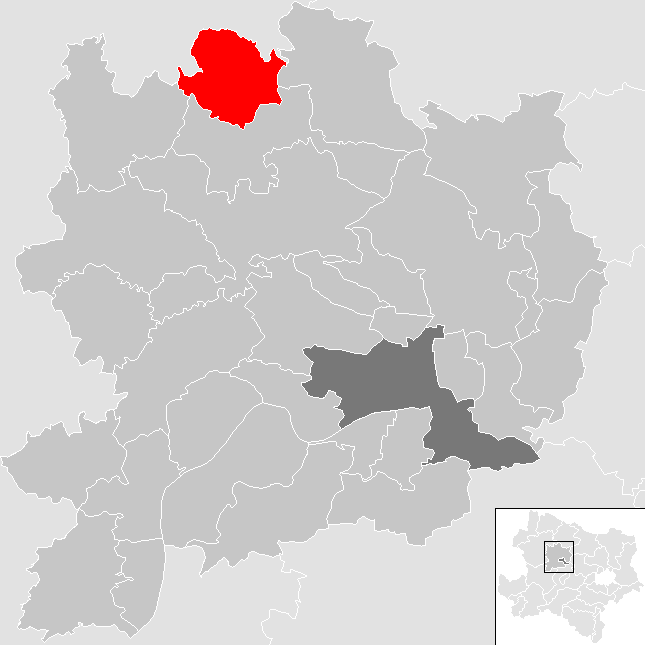
Krumau am Kamp a Kremsvidéki járásban

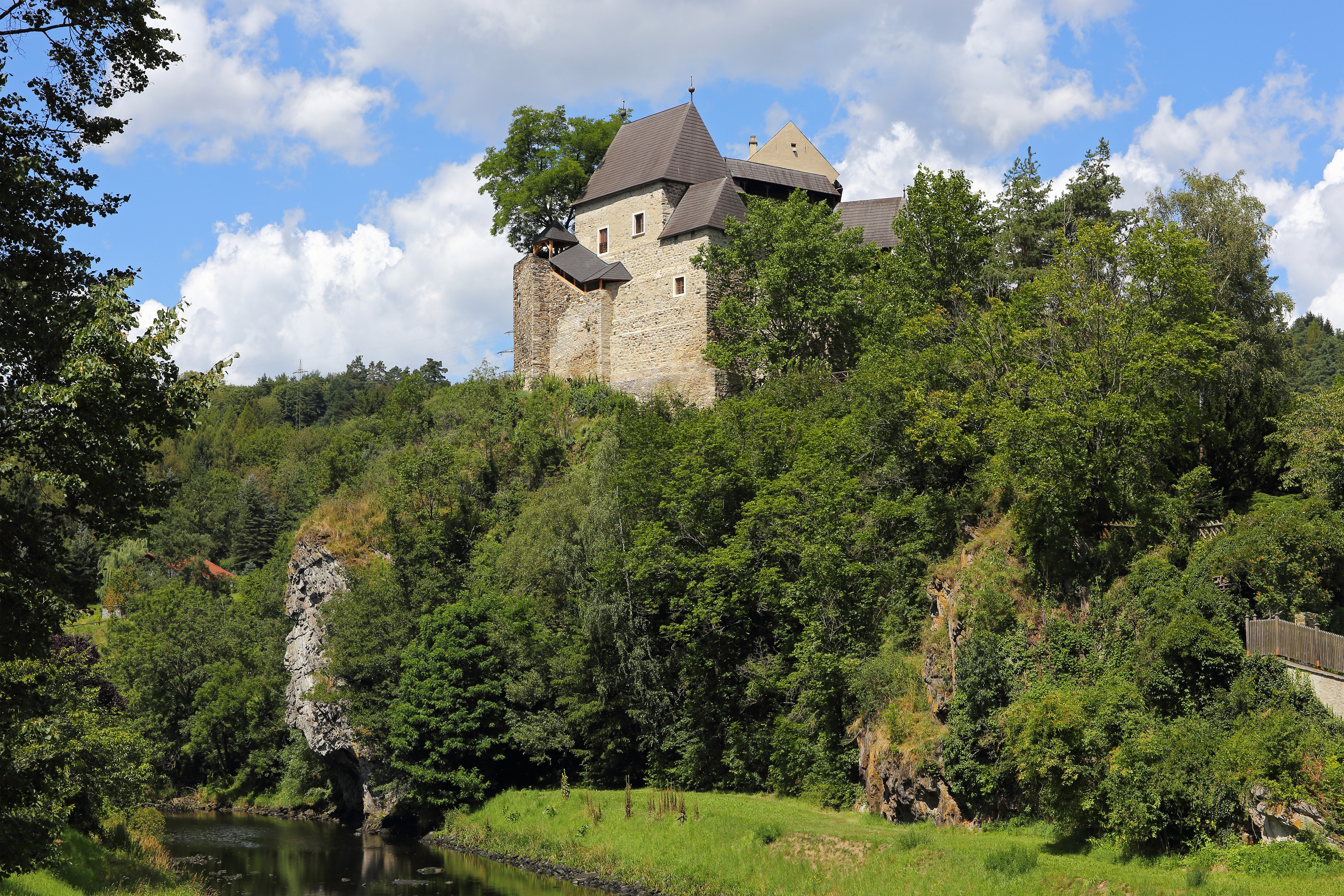
A krumaui vár

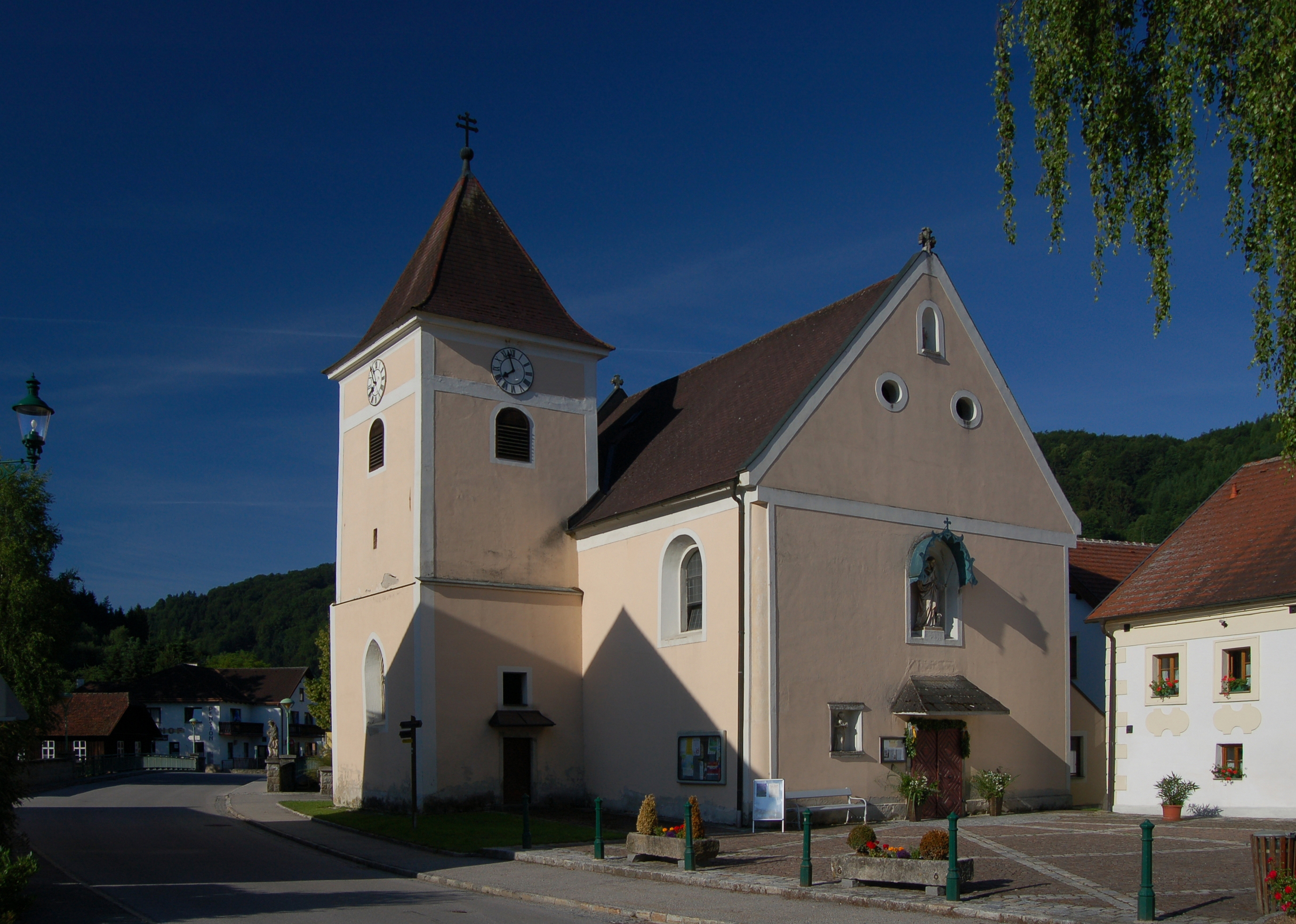
A Szt. Margit-plébániatemplom

Krumau am Kamp a tartomány Waldviertel régiójában fekszik a Kamp folyó mentén. Területének 47,7%-a erdő, 44,6% áll mezőgazdasági művelés alatt. Az önkormányzat 8 települést egyesít: Eisenberg (83 lakos 2025-ben), Idolsberg (131), Krumau am Kamp (252), Krumauer Waldhütten (11), Preinreichs (154), Thurnberg (11), Tiefenbach (80) és Unterdobrawaldhütten (0).
A környező önkormányzatok: északra Pölla, keletre Sankt Leonhard am Hornerwald, délre Jaidhof, délnyugatra Rastenfeld.

## Története
Krumau vára valószínűleg a 12. század közepén épült. 1168-ban, illetve 1171-ben Prunricus de Crumbenow és fia, Azzo, a herceg várgrófjai voltak az urai. A 13. században a II. Ottokár cseh királytól elvált Babenberg Margit a birtokaihoz tartozó Krumauba vonult vissza. A vár 1276-ban a Habsburgok kezére került, majd több mint 300 éven át (1297-1601) rendszeresen zálogba adták, többek között a Maissau, Sonnberg, Rappach, Auersperg, Roggendorf, Hohenfeld és Rauber családoknak. 1454-ben Reinprecht Frauenofer kezére került, aki rendbe hozatta az elhanyagolt épületet. 1522-ben a Rauber családé lett, az ő idejükben nyerte el a vár a mai formáját. A mellette fekvő települést a 13. században alapították és 1444-ben már mezővárosi jogokkal rendelkezett. 
1601-ben Peter Gregorotzky szerezte meg Krumau várát és uradalmát, de a harmincéves háború során őt mint protestánst lázadónak nyilvánították, a várat feldúlták, birtokait elkobozták. Új tulajdonosai (1620-tól 1790-ig) a Megierek voltak, akik 1668-ban felújíttatták a várat. 1806-ban Krumaut egyesítették a Gföhl-Jaidhof uradalommal, majd néhány évvel később az Allentsteig uradalommal.
A romossá vált várat 1929-ben a pozsonyi Első Takarékpénztár vásárolta meg. Az épület 1939-től 1942-ig német katonai igazgatás alatt állt, majd ismét magántulajdonba került, 1959-ben pedig az alsó-ausztriai tartományi kormányzat szerezte meg. 1976 óta ismét magántulajdonban van.
Krumau am Kamp 1979-ben kapta a címerét. 

## Lakosság
A Krumau am Kamp-i önkormányzat területén 2025 januárjában 722 fő élt. Lakosságszáma 1951 óta csökkenő tendenciát mutat. 2022-ben az ittlakók 93,9%-a volt osztrák állampolgár; a külföldiek közül 1,9% a régi (2004 előtti), 0,8% az új EU-tagállamokból érkezett. 0,9% a volt Jugoszlávia (Horvátország és Szlovénia kivételével) vagy Törökország; 2,5% egyéb ország polgára volt. 2001-ben a lakosok 89,7%-a római katolikusnak, 2% evangélikusnak, 0,1% ortodoxnak, 2,5% mohamedánnak, 4,8% pedig felekezeten kívülinek vallotta magát. Ugyanekkor 2 magyar élt a mezővárosban; a legnagyobb nemzetiségi csoportot a német anyanyelvűeken (97,4%) kívül a bosnyákok alkották 1,4%-kal.  
A népesség változása:

| 2016 | 773 |
| 2018 | 759 |

## Látnivalók
- a krumaui vár
- a Szt. Margit-plébániatemplom
- az idolsbergi Szt. Lőrinc-plébániatemplom